# Kozjak (Loznica)
Kozjak (em cirílico: Козјак) é uma vila da Sérvia localizada no município de Loznica, pertencente ao distrito de Mačva, na região de Podrinje Jadar. A sua população era de 1025 habitantes segundo o censo de 2011.

## Demografia
| 1948  | 1953  | 1961  | 1971  | 1981  | 1991  | 2002  | 2011  |
| ----- | ----- | ----- | ----- | ----- | ----- | ----- | ----- |
| 1 066 | 1 124 | 1 178 | 1 160 | 1 201 | 1 228 | 1 102 | 1 025 |